# Тереза Саксен-Гільдбурггаузенська
Тереза Саксен-Гільдбурггаузенська (нім. Therese von Sachsen-Hildburghausen), повне ім'я Тереза Шарлотта Луїза Фредеріка Амалія Саксен-Гільдбурггаузенська (нім. Therese Charlotte Luise Friederike Amalie von Sachsen-Hildburghausen, також Тереза Баварська (нім. Therese von Bayern, 8 липня 1792 — 26 жовтня 1854) — принцеса Саксен-Гільдбурггаузенська з династії Веттінів, донька герцога Фрідріха Саксен-Гільдбурггаузенського та принцеси Шарлотти Мекленбург-Штреліцької, дружина короля Баварії Людвіга I, матір королей Баварії та Греції: Максиміліана II та Оттона I.
З нагоди її весільних гулянь бере свій початок славнозвісний Октоберфест.

## Біографія
Тереза народилась 8 липня 1792 року у літній резиденції саксен-гільдбурггаузенського двору, замку Landséjour, у Зайдінгштадті. 13 липня новонароджену охрестив придворний священик Андреас Генслер. Ім'я отримала на честь імператриці Марії Терезії.
Дівчинка була шостою дитиною і четвертою донькою в родині герцога Фрідріха Саксен-Гільдбурггаузенського та його дружини Шарлотти. На момент її народження живими залишалися старший брат Йозеф Георг та сестра Катаріна Шарлотта.
За наступні дванадцять років у них з'явилося ще шестеро братів та сестер, з яких четверо досягли дорослого віку. Діти росли в умовах економії у замку Гільдбурггаузен.

Вихованням Терези у дусі лютеранської віри займались гувернантка Йоганна Нонне та придворний священик Генріх Кюнер. Зростала принцеса у культурній та ліберальній обстановці, відносини між дітьми були теплими та дружніми, не зважаючи на те, що батьківський шлюб був не надто вдалим. Дівчина вивчала класичну німецьку літературу та французьку мову. Живопис їй викладав Карл Август Кесслер, а музику — Йоганн Петер Гошкель, давав уроки також Карл Марія фон Вебер.

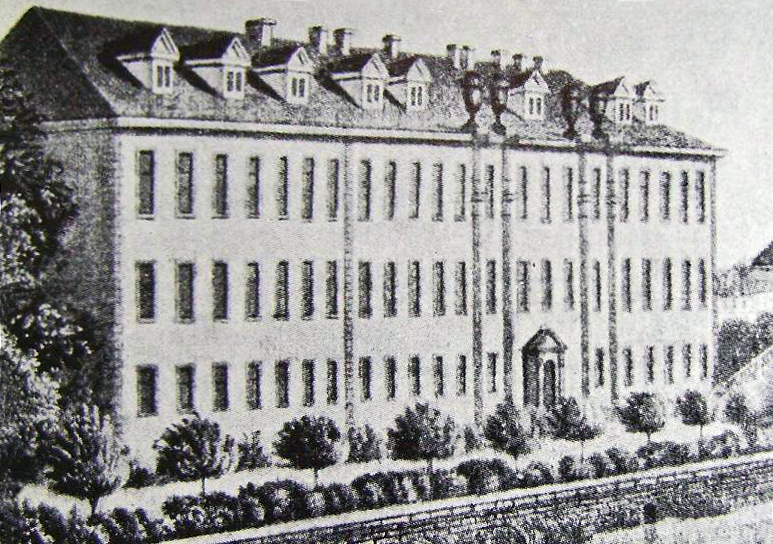
Замок Гільдбурггаузен у 1800 році

У 1809 році Тереза була у списку принцес, які могли стати нареченою Наполеона. Проте, у грудні до Фрідріха завітав кронпринц Баварії Людвіг, який хотів взяти за дружину одну з гільдбурггаузенських принцес. Обираючи між Луїзою та Терезою, він, врешті, обрав старшу, хоча Луїза і вважалася більш привабливою. У січні кронпринц мав намір отримати на шлюб дозвіл батька та Наполеона. 12 лютого 1810 року згода була отримана, проте тривали перемовини щодо шлюбного контракту. Тереза у католицьку віру переходити відмовлялась.
6 жовтня принцеса вирушила із батьківського дому до Мюнхена. Весілля відбулося ввечері 12 жовтня у каплиці Мюнхенської резиденції. Терезі на той час виповнилося 18 років, Людвігу — 24.
Наступні п'ять днів у Мюнхені тривали пишні урочистості з приводу свята, що завершилися 17 жовтня великими перегонами, в яких брала участь і національна гвардія. Дія відбувалася в місцині, що згодом отримала назву «Луг Терези». Святкування оплачувало герцогство Саксен-Гільдбурггаузен. Витрати виявилися величезними, навіть за рік, батько нареченої визнав, що ще не зміг відновити фінансову рівновагу в країні, і більше не може виплачувати борг з державного бюджету.

До 1816 року подружжя проживало у палаці Мірабель у Зальцбурзі, оскільки Людвіг був призначений губернатором тамтешнього округу. Згодом резиденцію перенесли до Вюрцбурга. Іноді родина жила в палаці Йогеннесбург в Ашаффенбурзі. Літо проводили в Бад-Брюкенау. У подружжя народилося дев'ятеро дітей. У 1813 та 1815 роках кронпринцеса відвідувала рідний Гільдбурггаузен, де бачилася із матір'ю.

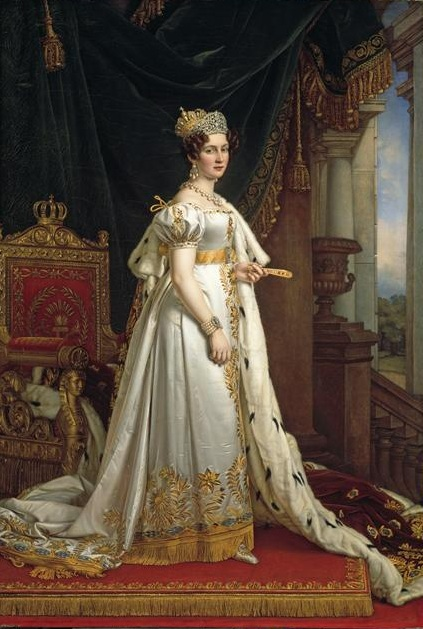
Тереза — королева Баварії

13 жовтня 1825 року помер Максиміліан I в королем став Людвіг. У віці 33 років Тереза стала королевою Баварії. Родина оселилася у Мюнхені.
1827 року був створений Орден Терези. Королева займалася благодійницькою діяльністю, опікуючись долею удів, сиріт та бідних, створювала лікарні та інші соціальні заклади, і була дуже популярною серед народу. Вона проявляла інтерес до державних справ і вважалась мудрою у політиці. Кожного разу, коли Людвіг їхав зі столиці, королева отримувала доповідь щодо стану справ у країні та при дворі. Тереза стверджувала, що король має знати все, що діється в його країні.
У 1832 році її другого сина Отто обрали королем новоствореного Грецького королівства. Людвіг з цього приводу також консультувався з нею. Отто, вийїхавши невдовзі до нових володінь, писав матері листи, в яких сповіщав про справи своєї держави. Співчувала долі Каспара Хаузера.
Подружні відносини ґрунтувались на взаємному коханні та повазі. Після тридцяти років шлюбу Людвіг писав, що «Не існує кращої матері та кращої дружини. Жодна жінка не порівняється з нею у коханні та доброчесності. Якби я міг обрати жінку ще раз, я б обрав тільки її». В той же час, чоловік часто заводив коханок і навіть запрошував їх до двору. Чергове його захоплення танцівницею Лолою Монтес, на яку він витрачав незліченну кількість грошей, призвело до втрати трону через народне обурення. Людвіг зрікся престолу на користь сина Максиміліана і продовжив життя як приватна особа.
Подружжя після 1852 року проводило час на віллі Ludwigshöhe біля Пфальцького лісу. В церкві містечка Ебедкобен поблизу досі можна побачити стілець королеви, з вишитою на ньому літерою «Т».
Померла у 1854 році під час епідемії холери. Спочатку була похована у королівському склепі Віттельсбахів у Театинеркірхе, а в 1857 — перепохована в абатстві святого Боніфація, також у Мюнхені.
Чоловік пережив її на чотирнадцять років і пішов з життя у 1868 році. Похований поруч.

## Родина

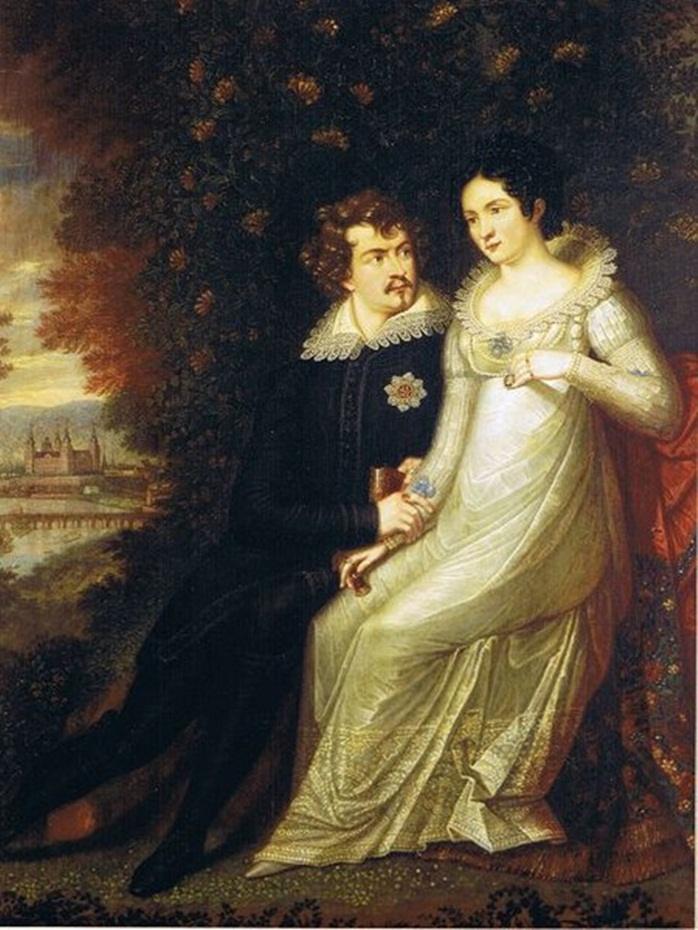
Людвіг та Тереза у Ашаффенбурзі

Чоловік — Людвіг I (король Баварії)
Діти:
- Максиміліан (1811—1864) — наступний король Баварії, був одружений із Марією Пруською, мав двох синів, що не залишили нащадків;
- Матильда (1813—1862) — дружина великого герцога Гессенського та Прирейнського Людвіга III, дітей не мала;
- Отто (1815—1867) — король Греції у 1833—1862, був одружений із Амалією Ольденбурзькою, дітей не мав;
- Теоделінда (1816—1817) — померла немовлям;
- Луїтпольд (1821—1912) — регент Баварії за синів Максиміліана II, був пошлюблений із Августою Тосканською, мав трьох синів і доньку;
- Альдегунда (1823—1914) — дружина герцога Модени та Реджо Франческо V д'Есте, мала єдину доньку, що померла немовлям;
- Гільдегарда (1825—1864) — дружина герцога Тешинського Альбрехта, мала трьох діточок;
- Александра (1826—1875) — настоятелька релігійної общини святої Анни у Вюрцбурзі та Мюнхені, померла неодруженою, дітей не мала;
- Адальберт (1828—1875) — принц Баварії, був одружений із Амелією Філіпіною Іспанською, мав п'ятеро дітей.